# Zygmunt Poniatowski (religioznawca)
Zygmunt Poniatowski (ur. 1 marca 1923 w Łodzi, zm. 21 maja 1994 w Warszawie) – polski religioznawca, pionier naukowych badań nad religią w Polsce.

## Życiorys
Pracę naukową rozpoczął w 1952. Przeszedł wszystkie szczeble kariery naukowej w Instytucie Filozofii i Socjologii Polskiej Akademii Nauk. W 1968 uzyskał stopień naukowy doktora habilitowanego w zakresie religioznawstwa, zaś w 1991 został profesorem zwyczajnym w PAN. Był współzałożycielem utworzonego w 1957 czasopisma „Euhemer” oraz powołanego w 1958 Polskiego Towarzystwa Religioznawczego, którego sekretarzem naukowym był w latach 1958–1962.
Jego działalność badawcza dotyczyła głównie dziejów wczesne chrześcijaństwa, gnozy oraz teorii religioznawstwa. W opinii Henryka Hoffmanna Poniatowski „[s]woimi pracami dotyczącymi genezy chrystianizmu przełamał panujący do lat 60. XX w. w pol. religioznawstwie marksistowskim tzw. wipperyzm (od R.J. Wippera, sowieckiego badacza, twierdzącego, iż Jezus nie był postacią hist.)”.
Jego zdaniem Kodeks Aleksandryjski, Codex Borgianus i Purpurowy Kodeks Petropolitański nie zawierają Prologu do Ewangelii Jana. Dopiero odkrycie papirusu Bodmer II i Bodmer XV tę niekorzystną dla Prologu sytuację poprawiły. Z tego powodu odkrycie tych papirusów spowodowało dyskusje i ożywiło badania.

## Główne publikacje
- O poglądach społeczno-filozoficznych Henryka Kamieńskiego, Warszawa 1955
- Wstęp do religioznawstwa, Warszawa 1959
- Problematyka nauki w piśmiennictwie katolickim w Polsce 1863-1905, Warszawa 1961
- (red.) Zarys dziejów religii, Warszawa 1964
- Treść wierzeń religijnych, Warszawa 1965
- (red. wspólnie z Józefem Kellerem) Studia o modernistach katolickich, Warszawa 1968
- (red.) Mały słownik religioznawczy, Warszawa 1969
- Logos Prologu Ewangelii Janowej, Warszawa 1970
- Wprowadzenie w Ewangelie, Warszawa 1971
- Nowy Testament w świetle statystyki językowej, Wrocław 1971
- Dzieje i problemy chrystologii, Warszawa 1976